# Cima della Madonna
Die Cima della Madonna (2752 m s.l.m.) ist ein Berg in den Trentiner Dolomiten. Besonders aufgrund ihrer Nordwestkante, der sogenannten Schleierkante, gilt die Cima della Madonna als bedeutender Kletterberg.

## Lage und Umgebung
Die Cima della Madonna bildet zusammen mit dem östlich gelegenen Sass Maor den südlichen Abschluss des zentralen Teils der Pala-Gruppe. Wichtigster Ort in der Nähe des Berges ist San Martino di Castrozza im Nordosten, südlich liegt Fiera di Primiero.

## Stützpunkte und Wege
Stützpunkt für die Ersteigung der Cima della Madonna ist das nahegelegene Rifugio Velo della Madonna. Bereits der Normalanstieg auf die Cima della Madonna erfordert Kletterkönnen im Schwierigkeitsgrad IV (UIAA). Er führt von der Scharte zwischen Cima della Madonna und Sass Maor über die Ostseite zum Gipfel und wird auch zum Abstieg benutzt.
Bekannt und berühmt wurde die Cima della Madonna in Bergsteigerkreisen durch die Schleierkante (italienisch spigolo del velo, V+), die häufig als eine der schönsten Klettereien im mittleren Schwierigkeitsbereich in den Dolomiten wenn nicht gar der gesamten Kalkalpen bezeichnet wurde.
Weitere Routen in der Nordwand erreichen Schwierigkeiten bis 6b+, die Westwand ist durch Anstiege bis zum VII. Grad erschlossen. In der Südwest- und Südwand sind Routen bis zum Schwierigkeitsgrad 6b+ zu finden. Am westlichen Sockel des Berges oberhalb der Velohütte finden sich einige kürzere Sportkletterrouten.

## Geschichte
Die Erstbesteigung der Cima della Madonna gelang Georg Winkler und Alois Zott am 12. August 1886 im Wesentlichen entlang des heutigen Normalwegs. Am 19. Juli 1920 gelang Gunther Langes und Erwin Merlet die Erstbegehung der Schleierkante, die sich in der Folge zu einer der beliebtesten Kletterrouten der Pala und der gesamten Dolomiten entwickelte. Den Namen „Schleierkante“ führte Langes auf die Ähnlichkeit des Berges mit einer Madonnenstatue zurück, die Nordwestkante sollte deren Schleier repräsentieren.
In der zweiten Hälfte des 20. Jahrhunderts wurden zahlreiche Routen höherer Schwierigkeiten eröffnet, so etwa Via Messner (VI-) von Reinhold und Günther Messner 1968. Der bedeutendste Nacherschließer war Maurizio Zanolla, der mit Via dei Piazaroi (VII, 1978) und Pigrizia intestinale (6b+, 1988) zwei Neutouren erstbegehen konnte. Die vorläufig letzte Neutour an der Cima della Madonna ist die 1995 erschlossene Via Mega Maria (VI+).